# Бардіїв (округ)
Округ Бардіїв (словац. okres Bardejov) — округ (район) Пряшівського краю в північно-східній Словаччині з адміністративним центром в м. Бардіїв.
Площа становить 937 км², населення 77 806 осіб (2015).

## Географія
На півночі та північному заході межує з Польщею, на сході з Свидницьким округом, на півдні з Пряшівським округом, на південному заході з Сабіновським округом, на заході з Старолюбовнянським округом. Розташований гірський хребет Бусов. Протікає річка Мірошовец.

## Адміністративний поділ

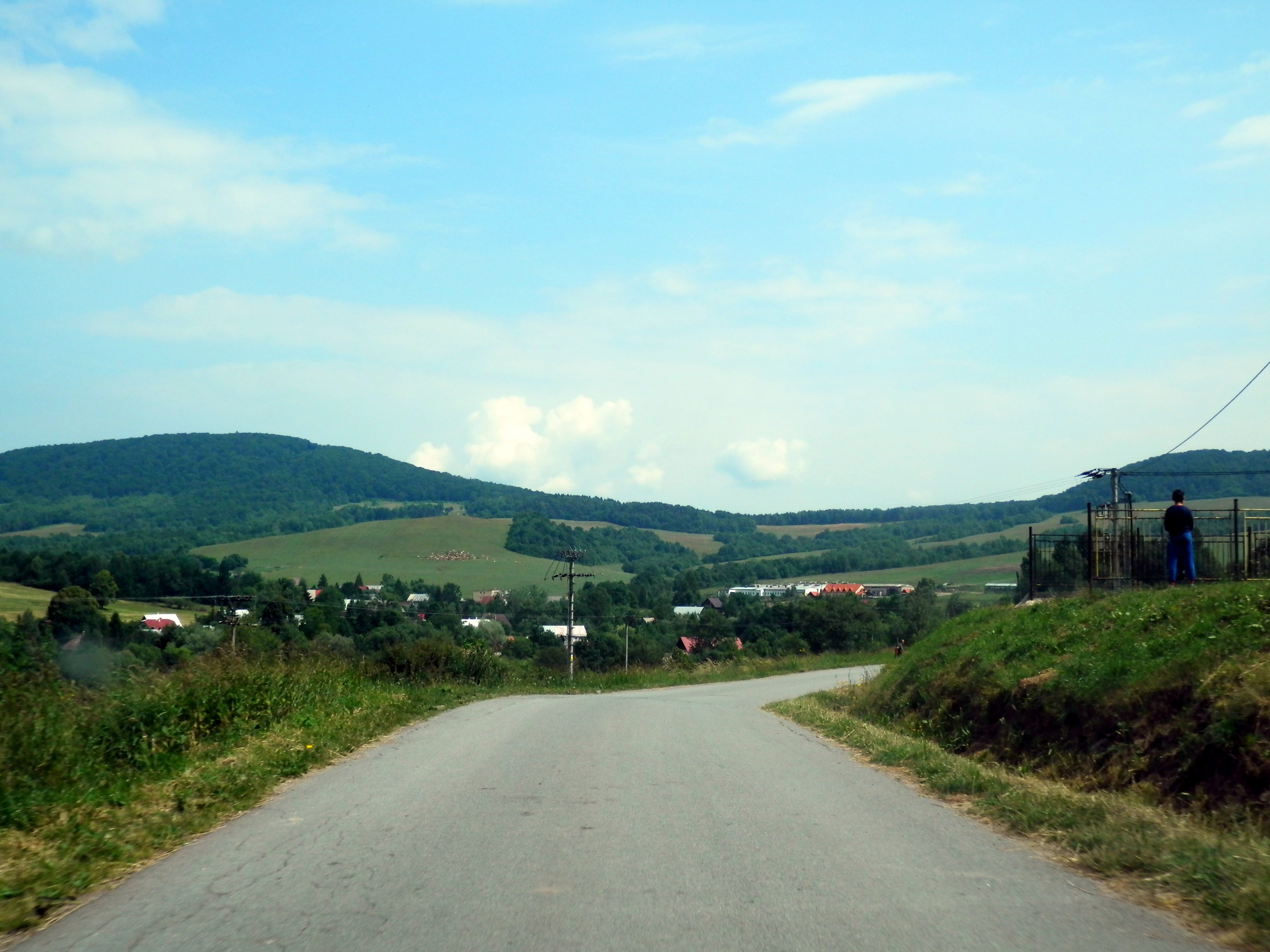
Село Цигелка

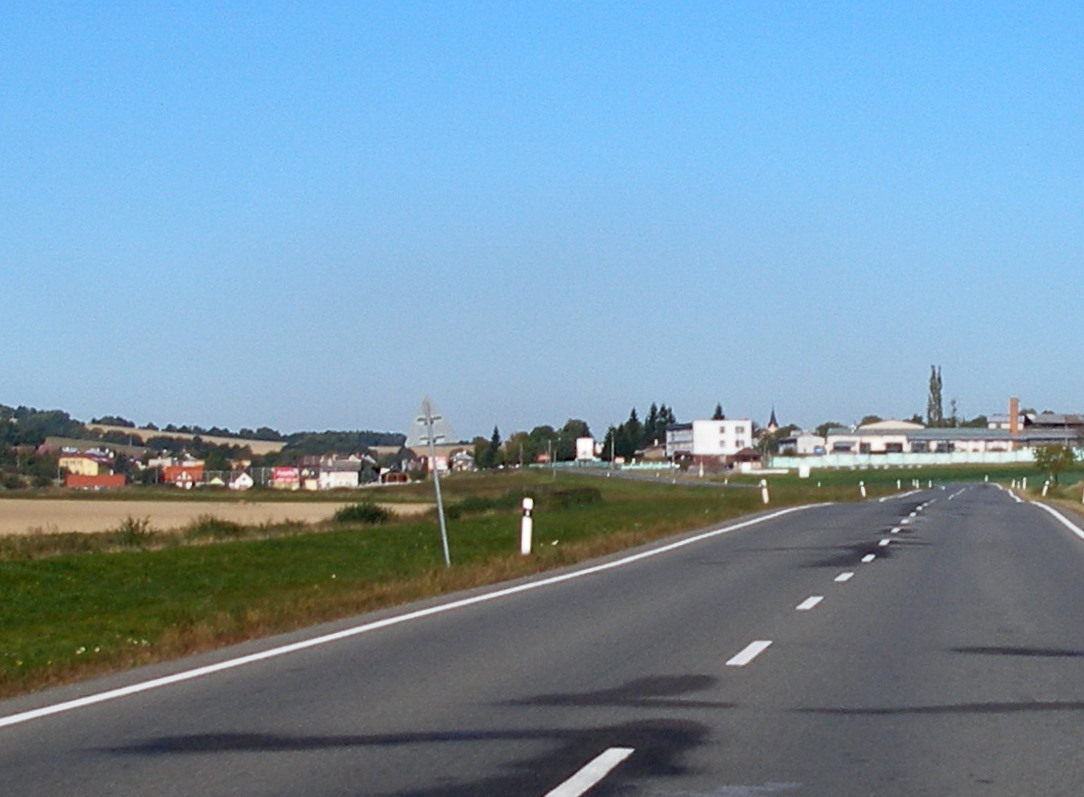
Село Кобили

На території Бардіївського округу знаходиться 86 населених пунктів, в тому числі:
- 1 місто: Бардіїв
- 85 сіл: Абрагамовце,

Андрійова,
Бартошовце,
Бехерів,
Біловежа,
Боґлярка,
Брезов,
Брезовка (Березівка),
Буцловани,
Ванішковце (Ванішківці),
Варадка,
Вишня Полянка,
Вишня Воля (Вишна Воля),
Вишній Кручов (Вишній Кручів),
Вишній Тварожець,
Ганковце,
Гаргай,
Гажлин (Гажлін),
Гертник (Гертнік),
Гервартов (Гервартів),
Грабовец (Грабовець),
Грабське (Грабске),
Гутка,
Ґаболтов (Габолтов, Ґаболтів, Габолтів),
Ґерлахів (Герлахів),
Дубінне,
Зборов (Зборів),
Злате,
Клюшов,
Кобили (Кобілі),
Кохановці,
Комаров,
Копривниця (Копривніца),
Кожани,
Криве,
Крижі (Кріже, Криже),
Кружлов (Кружльов),
Кучин (Кучін),
Курима (Куріма),
Курів,
Ласцов (Ласців),
Ленартов (Ленартів),
Липова (Ліпова),
Лівов (Лівів),
Лівовська Гута,
Лопухов,
Лукавиця,
Луків,
Мальцов (Мальців),
Маргань,
Микулашова (Никлова, Мікулашова),
Мокролуг,
Нємцовце (Немцовце),
Нижня Полянка,
Нижня Воля (Ніжна Воля),
Нижній Тварожець,
Ольшавці,
Ондавка,
Ортутьова,
Осіков (Осиків),
Пітрова (Петрова),
Поляковце,
Порубка,
Раславиці (Раславіце),
Регетівка (Реґетівка, Реґетовка, Регетовка),
Ряшів,
Ріхвалд (Ріхвальд),
Рокитов,
Смілно,
Снаків (Снаков),
Стебницька Гута,
Стебник,
Стуляни,
Свержов (Свіржов, Свіржів),
Тарнов (Тарнів),
Трочани,
Фричка (Фрічка),
Фрічковце,
Хмельова,
Цигелка,
Шариське Чорне,
Шашова,
Шіба (Шиба),
Яновце,
Ялинка (Єдлінка).

## Україно-русинськагромада
Частина населення цього окресу (передусім із сіл Андрійова, Лівов, Бехерів, Біловежа, Хмельова, Курів, Луків, Ряшів, Стебник, Шариське Чорне) є україно- русинського походження, за віросповідуванням греко-католики, або православні.

## Статистичні дані

### Населення
| Рік:            | 1994.  | 2004.   | 2014.   | 2024.   |
| --------------- | ------ | ------- | ------- | ------- |
| Кількість осіб: | 73 638 | 76 455  | 77 830  | 75 664  |
| Різниця:        |        | +3,82 % | +1,79 % | -2,78 % |

| Рік:            | 2023.  | 2024.   |
| --------------- | ------ | ------- |
| Кількість осіб: | 75 547 | 75 664  |
| Різниця:        |        | +0,15 % |

### Національний склад: (2001)
- Словаки 91,4 %
- Русини/Українці 4,2 %
- Цигани 3,0 %

### Конфесійний склад: (2001)
- Католики 61,4 %
- Греко-католики 19,1 %
- Лютерани 9,5 %
- Православні 5,4 %